# Bae Youn-joo
Bae Youn-joo (Hangul: 배연주) (Seoel, 26 oktober 1990) is een Zuid-Koreaans badmintonspeelster. 
In 2006 behaalde ze voor het eerst internationale aandacht toen ze op de wereldkampioenschappen badminton voor junioren goud behaalde met het gemengde team van Zuid-Korea. 
In 2012 plaatste ze zich voor haar eerste Olympische Zomerspelen. In de groepsfase van het singles evenement werd ze geloot tegen de Italiaanse Agnese Allegrini en de Maleisische Tee Jing Yi. 